# Recettore del fattore di crescita dell'epidermide
Il recettore del fattore di crescita dell'epidermide (EGFR) è un recettore di membrana che lega il fattore di crescita dell'epidermide.

## Funzione
Il recettore lega una proteina di 53 amminoacidi chiamata fattore di crescita epidermico (EGF) ma anche il fattore di crescita trasformante α (TGFα); il legame con queste molecole porta all'attivazione del recettore, che omodimerizza con un altro recettore EGFR o eterodimerizza con altre proteine della famiglia dei recettori per il fattore di crescita epiteliale come HER2/c-neu (ErbB-2), Her 3 (ErbB-3) e Her 4 (ErbB-4). Il partner più frequente di EGFR è rappresentato da HER2/c-neu. La omo-eterodimerizzazione porta all'avvicinamento dei domini citoplasmatici dei suddetti recettori; tali domini possiedono un'attività tirosin chinasica, che innesca la vicendevole fosforilazione e successivo reclutamento di una serie di proteine come SOS, in grado di attivare, ad esempio Ras. In particolare, Ras è una delle principali proteine attivate dal legame dell'EGFR con il suo ligando; in seguito alla sua attivazione, Ras diventa più affine per il GTP, perdendo viceversa la capacità di legare il GDP. Questa modificazione è tuttavia rapidamente reversibile in quanto Ras, legandosi con la proteina GAP, diviene in grado di idrolizzare il GTP in GDP, perdendo nuovamente la sua attività. Per questo, l'attività di Ras viene definita pulsatoria. Tuttavia, nel breve periodo di attivazione, Ras è in grado di attivare la via delle Map chinasi, che porterà rapidamente alla differenziazione e proliferazione cellulare. L'omo-eterodimerizzazione di EGFR non comporta soltanto l'attivazione di Ras tramite SOS, ma anche l'innesco della via di PI3K, il cui principale bersaglio è AKT che, in seguito a attivazione, è in grado di inibire fortemente l'apoptosi.
Un'ulteriore capacità del recettore EGFR è quella di attivare alcune proteine della famiglia STAT, che prendono parte all'innesco della proliferazione promuovendo la trascrizione di proteine come c-Myc. EGFR si configura dunque come un proto-oncogene a monte di una valle molto numerosa di possibili bersagli patogenetici la cui alterazione può portare all'autosufficienza dai fattori di crescita.

## Applicazioni cliniche
In generale mutazioni che portano alla sovra espressione o alla iper-attività di EGFR sono state associate ad un certo numero di tumori, inclusi il cancro ai polmoni, il cancro al colon-retto ed il glioblastoma multiforme. Inoltre mutazioni, amplificazione o disregolazione di EGFR o di proteine correlate sono implicate in circa il 30% di tutti i tumori epiteliali.
Alcune mutazioni a carico di EGFR possono portare alla sua costante attivazione, che porta ad una divisione cellulare incontrollata, uno dei fattori di predisposizione allo sviluppo del cancro.
Poiché mutazioni in EGFR sono state trovate in molti tipi di cancro (oncogene), questo è diventato un bersaglio preferenziale per una nuova classe di terapie antitumorali (targeted therapy), tra cui gefitinib ed erlotinib per cancro al polmone e cetuximab e panitumumab per cancro al colon.
Gli approcci terapeutici sono svariati, si va dagli anticorpi monoclonali che fungono da inibitori (cetuximab e panitumumab) a delle piccole molecole che inibiscono l'EGFR tirosin chinasi che si trova nella parte citoplasmatica (all'interno della cellula) del recettore, inibendone l'attivazione.
EGFR e cancro al polmone
Dal 2011 sono entrati in uso nuovi farmaci, come IRESSA e Tarceva che hanno come target EGFR. I possibili pazienti vengono divisi - sulla base del test genetico che viene effettuato sul tessuto tumorale - in EGFR-positivi ed EGFR-negativi.
Solo i pazienti EGFR-positivi ricevono il trattamento e mostrano un rate di risposta molto alto.
È purtroppo comune notare uno sviluppo di resistenza dopo un inizio di trattamento positivo. C'è attualmente molto dibattito su quali siano le cause della resistenza, in particolare sono state identificate alcune mutazioni di EGFR (ad esempio la T790M) e l'oncogene MET.